# Thomas Poulter
Thomas Charles Poulter (* 3. März 1897 in Salem, Iowa; † 4. Juni 1978 in Menlo Park, Kalifornien) war ein US-amerikanischer Physiker, Experte für Explosionen und hohe Drücke, Erfinder und Polarforscher.
Sein Vater war Farmer und Schmied. Poulter studierte am Iowa Wesleyan College mit dem Abschluss 1923. Danach war er dort Professor für Physik. 1933 wurde er an der University of Chicago in Chemie promoviert. Er war von 1933 bis 1935 leitender Wissenschaftler der Antarktis-Expedition von Richard Evelyn Byrd. Sein damaliger Student James Van Allen baute für die Expedition Instrumente. Poulter beobachtete Meteore, befasste sich mit seismischer Erkundung und unternahm Hochdruckexperimente. 1926 wurde er wissenschaftlicher Leiter der Armour Research Foundation (dem späteren Illinois Institute of Technology). Dort baute er mit dem Snow Cruiser ein neuartiges Expeditionsfahrzeug, das zugleich als mobile Forschungsstation dienen sollte. Der Snow Cruiser wurde im Rahmen der von Byrd geleiteten Antarktisexpedition 1939/40 benutzt, die Poulter beriet. Er entwickelte auch seismische Verfahren zur Prospektion in der Arktis (Explosionen in der Luft oder über dem Boden) – anfangs um die Dicke von Gletschern zu messen. Insgesamt unternahm er drei Reisen in die Antarktis und 15 in die Arktis. Ab 1948 war er am Stanford Research Institute. Hier forschte er insbesondere über Stosswellen und Detonationen, zum Beispiel für Militär, neuartigen Kernwaffen und beim Ölbohren. Am SRI wurde er 1948 Associate Director und gründete 1953 ein Labor für Sprengstoffe und Hochdruckforschung, das spätere Poulter Laboratory. 1960 wurde er Leiter der Physik- und Biologie-Abteilung und befasste sich hauptsächlich mit Bioakustik, zum Beispiel der akustischen Orientierung von Robben. Ihr Biological Sonar Laboratory war in Fremont Hills in Kalifornien. Außerdem arbeitete er mit der University of California Medical School in San Francisco zusammen, um Geräte zu entwickeln, die Tauben das Hören zu ermöglichten. Er starb bei der Arbeit in seinem Labor.
1937 erhielt er die Geographic Medal der National Geographic Society, erhielt zwei Congressional Medals of Honor für Polarforschung und war ab 1973 Ehrenmitglied der American Polar Society. Er hielt rund 75 Patente. Darüber hinaus trägt der Poulter-Gletscher in der Antarktis seinen Namen.